# She Got Me
She Got Me is een nummer van de Zwitserse zanger Luca Hänni. Het was de inzending van Zwitserland voor het Eurovisiesongfestival 2019. Daar eindigde het op de vierde plaats in de finale met 364 punten.

## Achtergrond
Het nummer is geschreven door Luca Hänni, samen met een team van nationale en internationale componisten. De boodschap die Hänni met het nummer wil uitdragen, is dat hij met dit nummer "de pure levenslust en de passie voor dans en muziek met het hele publiek wil delen."

## Op het Eurovisiesongfestival
Tijdens het Eurovisiesongfestival 2019 in Tel Aviv kwam Hänni uit voor Zwitserland met She got me. Hij trad als vierde aan in de tweede halve finale en kwalificeerde zich voor de finale. Met 364 punten bereikte hij daar de vierde plaats. Van de 364 punten waren er 212 afkomstig van de televoters. Dit was de hoogste puntenaantal dat het land ooit behaalde, en tevens de hoogste notering sinds 1993.